# Конвокационный сейм
Конвокационный сейм (пол. Sejm konwokacyjny; от лат. convocatio — созыв) — часть процедуры избрания монарха в эпоху выборной монархии в Речи Посполитой с 1573 по 1791 и с 1792 по 1795 годы. Конвокационный сейм — первый из серии сеймов, которые проходили после наступления периода бескоролевья.
На этом этапе назначалось место и дата выборов короля и великого князя и обозначались условия, предъявляемые к кандидатам на престол. Конвокационный сейм созывался после смерти монарха примасом Польши — архиепископом Гнезненским, который считался первым из сенаторов и имел титул интеррекса. Этот сейм не мог быть отменён.

## Особенности проведения конвокационного сейма
Конвокационный сейм собирался в Варшаве.
Первый конвокационный сейм произошёл в 1573 году после смерти Сигизмунда II Августа, а последний — в 1764 году перед избранием королём Станислава Августа Понятовского.
После конвокационного сейма происходили реляционные сеймики, на которых депутаты докладывали своим избирателям о принятых сеймом решениях.